# Muchajjam Dżabal al-Husajn
Muchajjam Dżabal al-Husajn (arab. ‏مخيم جبل الحسين‎)  – obóz uchodźców palestyńskich w Jordanii, w Prowincji Stołecznej, na północny zachód od Ammanu. 
Został założony w 1952 roku i jest jednym z czterech pierwszych obozów dla uchodźców palestyńskich założonych przez UNRWA na terenie Jordanii. Pozostałe to Muchajjam Irbid, Muchajjam al-Wehdat i Muchajjam az-Zarka.
W 2023 roku znajdowało się w nim 33 385 osób.